# Bisce
Bisce este o arie protejată (arie specială de conservare — SAC, sit de importanță comunitară — SCI) din Slovacia întinsă pe o suprafață de 28,35 ha, integral pe uscat.

## Localizare
Centrul sitului Bisce este situat la coordonatele 48°40′53″N 21°45′46″E / 48.681522°N 21.762839°E.

## Înființare
Situl Bisce a fost declarat sit de importanță comunitară în aprilie 2004 pentru a proteja 1 specie de animale. Situl a fost protejat și ca arie specială de conservare în martie 2004.

## Biodiversitate
Situată în ecoregiunea panonică, aria protejată conține 1 habitat natural: Păduri mixte riverane de Quercus robur, Ulmus laevis și Ulmus minor, Fraxinus excelsior sau Fraxinus angustifolia, de-a lungul marilor râuri (Ulmenion minoris).
La baza desemnării sitului se află o specie protejată de  nevertebrate: rădașcă (Lucanus cervus).